# Blain (Loire-Atlantique)
Blain település Franciaországban, Loire-Atlantique megyében. Lakosainak száma 10 352 fő (2022. január 1.). Blain Bouvron, Fay-de-Bretagne, Le Gâvre, Guenrouet, Héric, Notre-Dame-des-Landes, Vay, La Chevallerais és La Grigonnais községekkel határos.
Vasútállomása Gare de Blain.

## Népesség
A település népességének változása:
| Lakosok száma | 7052 | 7366 | 7434 | 8544 | 9543 | 9638 | 9793 | 9954 | 10 086 | 10 352 |
|               | 1968 | 1982 | 1990 | 2006 | 2013 | 2015 | 2017 | 2019 | 2020   | 2022   |